# Puchar UEFA (1988/1989)
Puchar UEFA 1988/1989 (ang. 1988–1989 UEFA Cup) – 18. edycja międzynarodowego klubowego turnieju piłki nożnej Puchar UEFA, zorganizowana przez Unię Europejskich Związków Piłkarskich w terminie 4 września 1988 – 17 maja 1989. W rozgrywkach zwyciężyła drużyna SSC Napoli.

## 1/32 finału
| VfB Stuttgart – Tatabányai Bányász SC 2:0 i 1:2 1 07.09 1988 1:0 Gaudino 49, 2:0 Walter 58 2 11.10 1988 0:1 Csapo 54, 1:1 Allgöwer 78k, 1:2 Schmidt 82 |
| Royal Antwerp FC – 1. FC Köln 2:4 i 1:2 1 06.09 1988 0:1 Keim 3, 1:1 van Rooy 33, 2:1 Goossens 43 – 2:2 T. Allots 47, 2:3 Povlsen 55, 2:4 Janssen 87 2 12.10 1988 1:0 Dekenne 3, 1:1 Littbarski 8, 1:2 T. Allofs 10                                                                                     |
| Bayern Monachium – Legia Warszawa 3:1 i 7:3 1 07.09 1988 1:0 Wegmann 9, 2:0 Thon 23, 2:1 Iwanicki 57, 3:1 Thon 60 2 05.10 1988 1:0 Nachtweih 20, 2:0 Ekström 23, 2:1 Kubicki 36, 3:1 Augenthaler 41, 4:1 Ekström 44, 5:1 Wegmann 78, 6:1 Wegmann 82, 6:2 Robakiewicz 85, 6:3 Robakiewicz 88, 7:3 Eck 89 |
| Bayer 04 Leverkusen – CF Os Belenenses 0:1 i 0:1 1 07.09 1988 0:1 Mładenow 64 2 11.10 1988 0:1 Adão 85 |
| AS Roma – 1. FC Nürnberg 1:2 i 3:1 (dog) 1 07.09 1988 0:1 Sane 44, 1:1 Desideri 47k, 1:2 Eckstein 58 2 11.10 1988 1:0 Völler 8, 1:1 Eckstein 19, 2:1 Pelicano 34, 3:1 Renato 93 |
| FC Groningen – Atlético Madryt 1:0 i 1:2 1 07.09 1988 1:0 Groeleken 41 2 11.10 1988 0:1 Baltazar 3k, 1:1 Ten Caat 19, 1:2 Futre 51 |
| FC Aarau – Lokomotive Lipsk 0:3 i 0:4 1 07.09 1988 0:1 Hobsch 67, 0:2 Hobsch 81, 0:3 Marschall 85 2 05.10 1988 0:1 Zimmerling 21, 0:2 Zimmerling 28, 0:3 Halata 59, 0:4 Halata 83 |
| St. Patrick’s Athletic – Heart of Midlothian FC 0:2 i 0:2 1 07.09 1988 0:1 Foster 14k, 0:2 Galloway 41 2 05.10 1988 0:1 Black 24, 0:2 Galloway 67 |
| Žalgiris Wilno – Austria Wiedeń 2:0 i 2:5 1 07.09 1988 1:0 Fridrikas 59, 2:0 Baranauskas 78 2 07.10 1988 1:0 Baltušnikas 3, 1:1 Pleva 4, 1:2 Prohaska 5, 1:3 Pleva 14, 1:4 Sekerlioglu 44, 2:4 Fridrikas 51, 2:5 Percudani 73                                                                           |
| Sporting CP – AFC Ajax 4:2 i 2:1 1 07.09 1988 1:0 Oceano 6, 1:1 Pettersson 18, 2:1 Paulinho Cascavel 21k, 3:1 João Luis 25, 4:1 Litos 75k, 4:2 Pettersson 79 2 05.10 1988 1:0 Silas 22, 1:1 Verkuyl 80, 2:1 Maside 87                                                                                   |
| Real Sociedad – Dukla Praga 2:1 i 2:3 1 07.09 1988 1:0 Loinaz 38, 1:1 Bažant 39, 2:1 Loinaz 47 2 05.10 1988 0:1 Nemec 17, 0:2 Foldyna 55, 0:3 Bittengel 72, 1:3 Loren 75, 2:3 Loinaz 82 |
| Union Luxembourg – RFC Liège 1:7 i 0:4 1 07.09 1988 1:0 Jeitz 3, 1:1 Varga 7, 1:2 Varga 33, 1:3 Ernes 54, 1:4 Ernes 59, 1:5 De Sart 79, 1:6 Houben 80, 1:7 Boffin 83 2 05.10 1988 0:1 Malbasa 8, 0:2 Veyt 34, 0:3 Malbasa 56, 0:4 Veyt 61                                                               |
| Inter Mediolan – IK Brage 2:1 i 2:1 1 07.09 1988 1:0 Diaz 44k, 1:1 Arnberg 64k, 2:1 Matteoli 89 2 05.10 1988 1:0 Berti 9, 1:1 Hallmen 46, 2:1 Morello 78 |
| Íþróttabandalag Akraness – Újpest 0:0 i 1:2 1 08.09 1988 (mecz w Reykjaviku) 2 05.10 1988 0:1 Steidl 44, 1:1 Thordarsson 68, 1:2 Katona 72 |
| Rangers – GKS Katowice 1:0 i 4:2 1 07.09 1988 1:0 Walters 73 2 05.10 1988 0:1 Furtok 5, 1:1 Butcher 12, 2:1 Butcher 17, 2:2 Kubisztal 62, 3:2 Durrant 71, 4:2 Ferguson 78 |
| Aberdeen F.C. – Dynamo Drezno 0:0 i 0:2 1 07.09 1988 2 05.10 1988 0:1 T. Gütschow 4, 0:2 Kirsten 66 |
| Dnipro Dniepropietrowsk – Girondins Bordeaux 1:1 i 1:2 1 07.09 1988 0:1 Roche 24, 1:1 Liutyj 49 2 05.10 1988 1:0 Czerednik 2, 1:1 Stopyra 47, 1:2 Scifo 66k |
| Östers IF – DAC Dunajská Streda 2:0 i 0:6 1 07.09 1988 1:0 Jan Jansson 72, 2:0 Petäjä 77 2 05.10 1988 0:1 Liba 8, 0:2 Takac 14, 0:3 Takac 22, 0:4 Pavlik 45, 0:5 Micinec 46, 0:6 Soltes 61 |
| Turun Palloseura – Linfield F.C. 0:0 i 1:1 1 07.09 1988 2 05.10 1988 1:0 Suominen 38, 1:1 O’Boyle 75 (mecz we Wrexham) |
| Molde FK – KSV Waregem 0:0 i 1:5 1 07.09 1988 2 05.10 1988 0:1 Niederbacher 43, 0:2 Niederbacher 47, 0:3 Christiaens 70, 0:4 Christiaens 74, 1:4 Rekdal 80, 1:5 Toppers 85 |
| Malmö FF – Torpedo Moskwa 2:0 i 1:2 (dog) 1 07.09 1988 1:0 Dahlin 26, 2:0 Kowacz 80s 2 05.10 1988 0:1 Graczow 18, 0:2 Szirinbekow 66, 1:2 Ljung 104 |
| First Vienna FC 1894 – Ikast FS 1:0 i 1:2 1 07.09 1988 1:0 Steinkogler 5 2 05.10 1988 1:0 Glassmayer 5, 1:1 Johnny Hansen 62, 1:2 Grandlund 75 |
| Oțelul Gałacz – Juventus F.C. 1:0 i 0:5 1 07.09 1988 1:0 Profir 59k 2 11.10 1988 0:1 De Agostini 17, 0:2 Agiu 26s, 0:3 Rui Barros 28, 0:4 Altobelli 49, 0:5 Rui Barros 71 |
| Velež Mostar – APOEL FC 1:0 i 5:2 1 07.09 1988 1:0 Repak 32 2 05.10 1988 1:0 Kleanthous 35s, 1:1 Owen 43k, 2:1 Gudelj 47, 3:1 Tuce 50, 4:1 Repak 58, 4:2 Plakitis 63, 5:2 Gudelj 89 |
| AEK Ateny – Athletic Bilbao 1:0 i 0:2 1 07.09 1988 1:0 Pittas 24 2 05.10 1988 0:1 Uralde 3, 0:2 Uralde 6 |
| Montpellier La Paillade SC – SL Benfica 0:3 i 1:3 1 07.09 1988 0:1 Hernani 9, 0:2 Abel 44, 0:3 Valdo 82 2 05.10 1988 0:1 Chalana 22, 0:2 Ademir 51, 0:3 Mozer 73, 1:3 Cubaynes 83 |
| Sliema Wanderers – Victoria Bukareszt 0:2 i 1:6 1 04.09 1988 0:1 Culcear 35, 0:2 Solomon 59k 2 05.10 1988 0:1 Cojocaru 13, 0:2 Coras 16, 0:3 Coras 39, 0:4 Cojocaru 42, 0:5 Coras 44, 0:6 Lais 79, 1:6 Gauci 90                                                                                         |
| SSC Napoli – PAOK FC 1:0 i 1:1 1 07.09 1988 1:0 Maradona 58k 2 06.10 1988 1:0 Careca 17, 1:1 Skartados 65 |
| FK Partizan – Sławia Sofia 5:0 i 5:0 1 07.09 1988 1:0 Batrović 7, 2:0 Batrović 29, 3:0 V. Djukić 46, 4:0 Vokri 68, 5:0 M. Djukić 89 2 05.10 1988 1:0 Vokri 48, 2:0 Djordjević 51, 3:0 Grekow 73s, 4:0 M. Djukić 80, 5:0 V. Djukić 89                                                                    |
| Servette FC – SK Sturm Graz 1:0 i 0:0 1 07.09 1988 1:0 Grossenbacher 89 2 05.10 1988 |
| Trakija Płowdiw – Dynama Mińsk 1:2 i 0:0 1 07.09 1988 0:1 Kondratiew 44, 0:2 Gocmanow 80, 1:2 Zajcew 88k 2 05.10 1988 |
| Beşiktaş JK – Dinamo Zagrzeb 1:0 i 0:2 1 07.09 1988 1:0 Feyyaz 4 2 05.10 1988 0:1 Radmilo Mihajlović 40, 0:2 Radmilo Mihajlović 65 |

## 1/16 finału
| Bayern Monachium – DAC Dunajská Streda 3:1 i 2:0 1 26.10 1988 1:0 Flick 21, 2:0 Wegman 53, 3:0 Thon 77, 3:1 Szaban 78 2 09.11 1988 1:0 Thon 4k, 2:0 Thon 28                                                                                           |
| 1. FC Köln – Rangers 2:0 i 1:1 1 26.10 1988 1:0 Janssen 77, 2:0 T. Allofs 88 2 09.11 1988 0:1 Drinkell 75, 1:1 Jensen 89 |
| Dinamo Zagrzeb – VfB Stuttgart 1:3 i 1:1 1 26.10 1988 0:1 Klinsmann 44, 0:2 Walter 51, 0:3 Schröder 63, 1:3 Besek 79 2 09.11 1988 1:0 Mihajlović 67, 1:1 Walter 68                                                                                    |
| FK Partizan – AS Roma 4:2 i 0:2 1 26.10 1988 0:1 Conti 9, 1:1 Djukić 17, 2:1 Vermezović 31, 3:1 Milojević 53, 3:2 Conti 68, 4:2 Djukić 77 2 09.11 1988 0:1 Völler 21, 0:2 Giannini 72k                                                                |
| Velež Mostar – CF Os Belenenses 0:0 i 0:0 (dog), karne 4:3 1 26.10 1988 2 09.11 1988 |
| Sporting CP – Real Sociedad 1:2 i 0:0 1 26.10 1988 0:1 Iturrino 16, 1:1 Paulinho Cascavel 31k, 1:2 Loren 50 2 09.11 1988 |
| Heart of Midlothian FC – Austria Wiedeń 0:0 i 1:0 1 26.10 1988 2 09.11 1988 1:0 Galloway 58 |
| Lokomotive Lipsk – SSC Napoli 1:1 i 0:2 1 26.10 1988 1:0 Zimmerling 67, 1:1 Francini 72 2 09.11 1988 0:1 Francini 2, 0:2 Scholz 54s |
| Újpest – Girondins Bordeaux 0:1 i 0:1 1 26.10 1988 0:1 Stopyra 45 2 08.11 1988 0:1 Ferreri 74k |
| Juventus F.C. – Athletic Bilbao 5:1 i 2:3 1 26.10 1988 1:0 M. Laudrup 4, 2:0 Galia 23, 2:1 Uralde 35, M. 3:1 Mauro 40, 4:1 Altobelli 46, 5:1 Laudrup 51 2 09.11 1988 1:0 M. Laudrup 35, 1:1 Uralde 52, 1:2 Andrinua 59, 1:3 Andrinua 70, 2:3 Galia 77 |
| Dynamo Drezno – KSV Waregem 4:1 i 1:2 1 26.10 1988 1:0 Kirchen 12, 2:0 Kirsten 23, 3:0 Kirsten 39, 4:0 Kirsten 64, 4:1 Niederbacher 83 2 09.11 1988 0:1 Niederbacher 8, 0:2 van Baekel 47, 1:2 Pilz 53k                                               |
| First Vienna FC 1894 – Turun Palloseura 2:1 i 0:1 1 26.10 1988 1:0 Drabits 15, 1:1 Jalo 34, 2:1 Glassmayer 61 2 09.11 1988 0:1 Sulonen 69 |
| Malmö FF – Inter Mediolan 0:1 i 1:1 1 26.10 1988 0:1 Serena 82 2 09.11 1988 0:1 Diaz 12, 1:1 Nilsson 66 |
| RFC Liège – SL Benfica 2:1 i 1:1 1 26.10 1988 0:1 Chalana 48k, 1:1 Varga 59, 2:1 Malbasa 69 2 09.11 1988 1:0 Malbasa 18, 1:1 Lima 58 |
| FC Groningen – Servette FC 2:0 i 1:1 1 26.10 1988 1:0 Groeleken 9, 2:0 Meijer 83 2 09.11 1988 0:1 Schällibaum 31, 1:1 Meijer 64 |
| Dynama Mińsk – Victoria Bukareszt 2:1 i 0:1 1 26.10 1988 1:0 Gurinowicz 45, 1:1 Culcear 58, 2:1 Zygmantowicz 78 2 10.11 1988 0:1 Solomon 55k |

## 1/8 finału
| Bayern Monachium – Inter Mediolan 0:2 i 3:1 1 23.11 1988 0:1 Serena 60, 0:2 Berti 71 2 07.12 1988 1:0 Wohlfarth 33, 2:0 Augenthaler 38, 3:0 Wegmann 40, 3:1 Serena 45 |
| Real Sociedad – 1. FC Köln 1:0 i 2:2 1 23.11 1988 1:0 Loinaz 75 2 07.12 1988 0:1 Götz 4, 1:1 Goikoetxea 21k, 1:2 Engels 28, 2:2 Fuentes 90                            |
| FC Groningen – VfB Stuttgart 1:3 i 0:2 1 22.11 1988 0:1 Allgöwer 18, 0:2 Gaudino 33, 0:3 Gaudino 40, 1:3 Meijer 83 2 06.12 1988 0:1 Klinsmann 22, 0:2 Klinsmann 52    |
| Heart of Midlothian FC – Velež Mostar 3:0 i 1:2 1 23.11 1988 1:0 Bannon 17, 2:0 Galloway 55, 3:0 Colquhon 89 2 07.12 1988 0:1 Tuce 31, 1:1 Galloway 53, 1:2 Gudelj 90 |
| Girondins Bordeaux – SSC Napoli 0:1 i 0:0 1 23.11 1988 0:1 Carnevale 5 2 07.12 1988                                                                                   |
| Dynamo Drezno – AS Roma 2:0 i 2:0 1 23.11 1988 1:0 Gütschow 15k, 2:0 Minge 81 2 07.12 1988 1:0 Gütschow 70, 2:0 Kirsten 80                                            |
| RFC Liège – Juventus F.C. 0:1 i 0:1 1 23.11 1988 0:1 Altobelli 18 2 07.12 1988 0:1 Altobelli 16                                                                       |
| Victoria Bukareszt – Turun Palloseura 1:0 i 2:3 1 23.11 1988 1:0 Ursu 3 2 07.12 1988 1:0 Solomon 16, 2:0 Heikkinen 25s, 2:1 Rajamäki 36, 2:2 Halonen 51, 2:3 Jalo 90  |

## 1/4 finału
| VfB Stuttgart – Real Sociedad 1:0 i 0:1 (dog), karne 4:2 1 28.02 1989 1:0 Walter 34 2 16.03 1989 0:1 Zamora 17                                                       |
| Heart of Midlothian FC – Bayern Monachium 1:0 i 0:2 1 28.02 1989 1:0 Ferguson 55 2 14.03 1989 0:1 Augenthaler 17, 0:2 Johnsen 68                                     |
| Juventus F.C. – SSC Napoli 2:0 i 0:3 (dog) 1 01.03 1989 1:0 Bruno 13, 2:0 Corradini 45s 2 15.03 1989 0:1 Maradona 10k, 0:2 Carnevale 45, 0:3 Renica 120              |
| Victoria Bukareszt – Dynamo Drezno 1:1 i 0:4 1 28.02 1989 0:1 Gütschow 24, 1:1 Solomon 48 2 15.03 1989 0:1 Minge 47, 0:2 Minge 77, 0:3 Gütschow 87, 0:4 Gütschow 90k |

## 1/2 finału
| SSC Napoli – Bayern Monachium 2:0 i 2:2 1 05.04 1989 1:0 Careca 40, 2:0 Carnevale 59 2 19.04 1989 1:0 Careca 61, 1:1 Wohlfarth 63, 2:1 Careca 76, 2:2 Reuter 81 |
| VfB Stuttgart – Dynamo Drezno 1:0 i 1:1 1 05.04 1989 1:0 Allgöwer 69 2 19.04 1989 1:0 Allgöwer 63, 1:1 Lieberam 83                                              |

## Finał
| SSC Napoli – VfB Stuttgart 2:1 i 3:3 |
| 3 maja 1989 Neapol Stadio San Paolo (81 093) SSC Napoli – VfB Stuttgart 2:1 (0:1) Sędzia: Gerasimos Germanakos (Grecja) Bramki: 0:1 Maurizio Gaudino 17, 1:1 Diego Maradona 68k, 2:1 Careca 87 Żółte kartki: Massimo Crippa / Guido Buchwald, Michael Schröder Società Sportiva Calcio Napoli (trener Ottavio Bianchi): Giuliano Giuliani – Alessandro Renica, Ciro Ferrara, Giovanni Francini, Giancarlo Corradini (46 Massimo Crippa), Alemão, Luca Danilo Fusi, Fernando De Napoli, Careca, Diego Maradona (kapitan), Andrea Alessandro Carnevale Verein für Bewegungsspiele Stuttgart 1893 (trener Arend Haan): Eike Immel – Karl Allgöwer, Nils Schmäler, Jürgen Hartmann, Guido Buchwald (kapitan), Günther Schäfer, Srečko Katanec, Asgeir Sigurvinnson, Michael Schröder, Fritz Walter (70 Rainer Zietsch), Maurizio Gaudino                                                                      |
| 17 maja 1989 Stuttgart Neckarstadion (67 000) VfB Stuttgart – SSC Napoli 3:3 (1:2) Sędzia: Victoriano Sánchez Arminio (Hiszpania) Bramki: 0:1 Alemão 18, 1:1 Jürgen Klinsmann 27, 1:2 Ciro Ferrara 39, 1:3 Careca 62, 2:3 Fernando De Napoli 70s, 3:3 Olaf Schmaler 89 Żółte kartki: Srečko Katanec / – Verein für Bewegungsspiele Stuttgart 1893 (trener Arend Haan): Eike Immel – Karl Allgöwer (kapitan), Nils Schmäler, Jürgen Hartmann, Günther Schäfer, Srečko Katanec, Asgeir Sigurvinnson, Michael Schröder, Fritz Walter (77 Olaf Schmaler), Jürgen Klinsmann, Maurizio Gaudino Società Sportiva Calcio Napoli (trener Ottavio Bianchi): Giuliano Giuliani – Alessandro Renica, Ciro Ferrara, Giovanni Francini, Giancarlo Corradini, Alemão (30 Antonio Carranante), Luca Danilo Fusi, Fernando De Napoli, Careca (70 Tebaldo Bigliardi), Diego Maradona (kapitan), Andrea Alessandro Carnevale |